# RTP3
RTP3 è una rete televisiva all-news portoghese, facente capo a RTP.
Il canale è disponibile via cavo e via satellite, oltre che in chiaro sul digitale terrestre.
È stato lanciato nel 2001 come NTV (Norte TV), un canale via cavo con sede a Porto, che inizialmente era una joint-venture tra PT Multimédia, Lusomundo e Radiotelevisão Portuguesa (ora parte dell'odierna RTP), la quale lo acquista nel 2002. Due anni dopo, il canale assume il nome RTPN.
Dal 29 settembre 2008 RTPN inizia a trasmettere 24 ore su 24, con il simulcast di Euronews nelle prime ore della mattina.
Dal 19 settembre 2011, RTPN diventa RTP Informação, iniziando con il simulcast di Bom Dia Portugal, che proprio in quest'occasione rinnova le proprie grafiche.
Il 22 luglio 2015 viene annunciato che RTP Informação subirà ancora una volta un rebrand. Il 15 settembre viene fissata la data del rebrand al successivo 5 ottobre, giornata elettorale. A mezzanotte tra il 4 e il 5 ottobre 2015 il canale diventa RTP3, proprio durante lo speciale sulle elezioni legislative di tale anno.
Da dicembre 2016, trasmette sul digitale terrestre ma senza spot.
Rispetto agli altri canali di RTP, l'emissione di RTP3 avviene dagli studi di Monte da Virgem, vicino Porto.

## Palinsesto

### Informazione
- Bom Dia Portugal, in onda dalle 6:30 alle 10:00 in simulcast con RTP1
- 3 às 10
- 3 às 11
- Jornal das 12
- 3 às 14
- Zoom África
- Eixo Norte Sul
- 3 às 16
- 3 às 17
- 18/20
- Manchetes 3
- Online 3
- 360°, in onda alle 21:00
- 24 Horas, in onda a mezzogiorno
- Fareed Zakaria GPS

### Intrattenimento
- Last Week Tonight with John Oliver

## Loghi
| NTV 15 ottobre 2001 - 31 marzo 2004 | RTPN 31 maggio 2004 - 19 settembre 2011 | RTP3 dal 5 ottobre 2015 |
| ----------------------------------- | --------------------------------------- | ----------------------- |